# Puerto Boyacá
Puerto Boyacá è un comune della Colombia facente parte del dipartimento di Boyacá. È situato sulla sponda destra del Magdalena e venne istituito il 14 dicembre 1957.